# Costillares
Joaquín Rodríguez dit « Costillares », né à Séville (Espagne) le 20 juillet 1743 et mort à Madrid (Espagne) le 27 janvier 1800, est un matador espagnol.

## Présentation
« Costillares » suit les traces de son père, le matador sévillan Luis Rodríguez. Il commence sa carrière comme banderillero dans la cuadrilla de Pedro Palomo, puis prend l'alternative à Madrid vers 1763 et remporte de nombreux triomphes dans sa ville natale. En 1767, il se présente à Madrid. À partir de 1775, commence sa rivalité avec Pedro Romero. Celui-ci étant le matador favori du peuple, « Costillares » devient très vite le favori de l'aristocratie. À partir de 1790, il ne paraît plus dans l'arène que de manière sporadique.

## Innovations
« Costillares » est généralement considéré comme le créateur de la passe de capote appelée « véronique », ainsi que comme l'inventeur de l'estocade al volapié  et de la technique de l'enchaînement des passes sans perdre le contrôle de l'animal. Il a été l'un des premiers à organiser les cuadrillas de toreros de manière rigoureuse : jusqu'alors, les toreros (matadors, banderilleros, picadors) étaient indépendants et étaient engagés séparément par l'organisateur de la corrida ; à partir de « Costillares », banderilleros et picadors deviennent les employés du matador. Il a également été le premier à organiser la lidia de manière rigoureuse, la séparant en trois tercios. Enfin, il a tracé l'ébauche de l'« habit de lumières. »
Il est donc considéré comme l'un des principaux pères de la corrida moderne.